# 오미 철도 본선
본선(일본어: 本線)은 일본 시가현 마이바라시의 마이바라역과 고카시의 기부카와역을 잇는 오미 철도의 철도 노선이다.
2013년 3월 16일부터 마이바라 - 다카미야 - 다가 선 다가타이샤 구간은 히코네 · 다가타이샤 선, 다카미야 - 요카이치 구간은 고토오미지 선, 요카이치 - 기부카와 구간은 미나쿠치 · 가모노 선이란 애칭이 붙여져 있다.

## 노선 정보
- 노선 거리(영업 거리) : 47.7km
- 궤간 : 1,067mm
- 역 수 : 25역 (기 · 종점역 포함)
- 복선화 구간 : 없음 (전 구간 단선)
- 전철화 구간 : 전 구간 전철화 (직류 1,500V)
- 폐색 방식 : 자동 폐색식

## 역 목록
※ 전 구간 시가현에 소재.
| 애칭                         | 역 이름        | 일본어 이름  | 역 간 거리 | 영업 거리                                                | 접속 노선 | 소재지       | 소재지     |
| ---------------------------- | -------------- | ------------ | ---------- | -------------------------------------------------------- | --- | ------------ | ---------- |
| 히 코 네 · 다 가 타 이 샤 선 | 마이바라       | 米原         | -          | 0.0                                                      | 도카이 여객철도 도카이도 신칸센 · ■ 도카이도 선 (나고야 지구) 서일본 여객철도 도카이도 본선 (비와코 선) · 호쿠리쿠 본선 | 마이바라시   | 마이바라시 |
| 히 코 네 · 다 가 타 이 샤 선 | 후지테크마에   | フジテック前 | 2.3        | 2.3                                                      | | 히코네시     | 히코네시   |
| 히 코 네 · 다 가 타 이 샤 선 | 도리이모토     | 鳥居本       | 1.1        | 3.4                                                      | | 히코네시     | 히코네시   |
| 히 코 네 · 다 가 타 이 샤 선 | 히코네         | 彦根         | 2.4        | 5.8                                                      | 서일본 여객철도 도카이도 본선 (비와코 선)                                                                               | 히코네시     | 히코네시   |
| 히 코 네 · 다 가 타 이 샤 선 | 히코네세리카와 | ひこね芹川   | 1.2        | 7.0                                                      | | 히코네시     | 히코네시   |
| 히 코 네 · 다 가 타 이 샤 선 | 히코네구치     | 彦根口       | 0.8        | 7.8                                                      | | 히코네시     | 히코네시   |
| 히 코 네 · 다 가 타 이 샤 선 | 다카미야       | 高宮         | 2.1        | 9.9                                                      | 오미 철도 다가 선 | 히코네시     | 히코네시   |
| 고 토 오 미 지 선            |                |              |            |                                                          | |              |            |
| 아마고                       | 尼子           | 2.8          | 12.7       |                                                          | 이누카미군 | 고라정       |            |
| 도요사토                     | 豊郷           | 2.3          | 15.0       |                                                          | 이누카미군 | 도요사토정   |            |
| 에치가와                     | 愛知川         | 2.9          | 17.9       |                                                          | 에치군 | 아이쇼정     |            |
| 고카쇼                       | 五箇荘         | 3.0          | 20.9       |                                                          | 히가시오미시 | 히가시오미시 |            |
| 가와베노모리                 | 河辺の森       | 2.1          | 23.0       |                                                          | 히가시오미시 | 히가시오미시 |            |
| 요카이치                     | 八日市         | 2.3          | 25.3       | 오미 철도 요카이치 선                                    | 히가시오미시 | 히가시오미시 |            |
| 미 나 쿠 치 · 가 모 노 선    |                |              |            |                                                          | 히가시오미시 | 히가시오미시 |            |
| 나가타니노                   | 長谷野         | 2.2          | 27.5       |                                                          | 히가시오미시 | 히가시오미시 |            |
| 다이가쿠마에                 | 大学前         | 0.9          | 28.4       |                                                          | 히가시오미시 | 히가시오미시 |            |
| 교세라마에                   | 京セラ前       | 1.5          | 29.9       |                                                          | 히가시오미시 | 히가시오미시 |            |
| 사쿠라가와                   | 桜川           | 1.3          | 31.2       |                                                          | 히가시오미시 | 히가시오미시 |            |
| 아사히오쓰카                 | 朝日大塚       | 1.6          | 32.8       |                                                          | 히가시오미시 | 히가시오미시 |            |
| 아사히노                     | 朝日野         | 2.4          | 35.2       |                                                          | |              |            |
| 히노                         | 日野           | 2.6          | 37.8       |                                                          | 가모 군 | 히노 정      |            |
| 미나쿠치마쓰오               | 水口松尾       | 4.9          | 42.7       |                                                          | 고카시 | 고카시       |            |
| 미나쿠치                     | 水口           | 1.1          | 43.8       |                                                          | 고카시 | 고카시       |            |
| 미나쿠치이시바시             | 水口石橋       | 0.6          | 44.4       |                                                          | 고카시 | 고카시       |            |
| 미나쿠치조난                 | 水口城南       | 0.7          | 45.1       |                                                          | 고카시 | 고카시       |            |
| 기부카와                     | 貴生川         | 2.6          | 47.7       | 서일본 여객철도 구사쓰 선 시가라키 코겐 철도 시가라키 선 | 고카시 | 고카시       |            |